# (22547) Kimberscott
(22547) Kimberscott (1998 FO78) – planetoida z pasa głównego asteroid okrążająca Słońce w ciągu 4,39 lat w średniej odległości 2,68 j.a. Odkryta 24 marca 1998 roku.